# Gynocardia odorata
Gynocardia es un género monotípico de arbustos  perteneciente a la familia de las achariáceas. Su única especie: Gynocardia odorata es originaria del sur de Asia.

## Descripción
Son árboles de hoja perenne, que alcanzan un tamaño de 30 m de altura; las ramitas teretes, las yemas de invierno ovoides orbiculares. Pecíolo de 1-3 cm, usualmente glabro, las hojas oblongo-elípticas, rara vez ovadas-oblongas u obovadas-oblongas, de 13-20 × 5-10 cm. Flores estaminadas de 3-4 cm de diámetro, fragante. El fruto es una baya marrón amarillento, globosa, (5 -) 8-12 cm de diámetro. Semillas numerosas, variable en forma y tamaño, por lo general obovoides a elipsoides, de 2.5-3 cm. Fl. jan-feb, fr. junio-agosto.

## Distribución y hábitat
Se encuentra en los bosques húmedos de los valles de montaña, a una altitud de 800-1000 metros en Xizang (Medog), Yunnan, Bangladés, Bhután, India, Birmania y Nepal.

## Taxonomía
Gynocardia odorata fue descrita por  Robert Brown y publicado en Plants of the Coast of Coromandel 3: 95–96, pl. 299. 1819[1820].
Sinonimia
- Chaulmoogra odorata Roxb.
- Chilmoria dodecandra Buch.-Ham.